# Liste der Biografien/Bartz
Liste der Biografien |
Portal Biografien |
Personensuche
# |
A |
B |
C |
D |
E |
F |
G |
H |
I |
J |
K |
L |
M |
N |
O |
P |
Q |
R |
S |
T |
U |
V |
W |
X |
Y |
Z |
?
 
Ba |
Be |
Bd |
Bg |
Bh |
Bi |
Bj |
Bl |
Bm |
Bn |
Bo |
Br |
Bs |
Bu |
Bw |
By |
Bz
 
Baa |
Bab |
Bac |
Bad |
Bae |
Baf |
Bag |
Bah |
Bai |
Baj |
Bak |
Bal |
Bam |
Ban |
Bao |
Bap |
Baq |
Bar |
Bas |
Bat |
Bau |
Bav |
Baw |
Bax–Baz
 
Bara |
Barb |
Barc |
Bard |
Bare |
Barf |
Barg |
Barh |
Bari |
Barj |
Bark |
Barl |
Barm |
Barn |
Baro |
Barp |
Barq |
Barr |
Bars |
Bart |
Baru |
Barv |
Barw |
Bary |
Barz
 
Barta |
Bartb |
Bartc |
Bartd |
Barte |
Bartf |
Barth |
Barti |
Bartk |
Bartl |
Bartm |
Bartn |
Barto |
Bartr |
Barts |
Bartt |
Bartu |
Bartv |
Barty |
Bartz
Die Liste der Biografien führt alle Personen auf, die in der deutschsprachigen Wikipedia einen Artikel haben. Dieses ist eine Teilliste mit 26 Einträgen von Personen, deren Namen mit den Buchstaben „Bartz“ beginnt.

## Bartz
- Bartz, Alexander (* 1984), deutscher Politiker (SPD)
- Bartz, Angela (* 1965), deutsche Politikerin (PDS, Die Linke)
- Bartz, Carol (* 1948), US-amerikanische Managerin
- Bartz, Dietmar (* 1957), deutscher Journalist
- Bartz, Dirk (1967–2010), deutscher Medizininformatiker
- Bartz, Edek (* 1946), österreichischer Kulturschaffender und Kulturmanager
- Bartz, Frank (* 1965), deutscher Fußballspieler
- Bartz, Fritz (1908–1970), deutscher Geograf
- Bartz, Gary (* 1940), US-amerikanischer Jazz-Musiker und Komponist
- Bartz, Hartwig (1936–2001), deutscher Schlagzeuger des Modern Jazz
- Bartz, Jörg (* 1965), deutscher Fußballspieler
- Bartz, Karl (1900–1956), deutscher politischer Publizist
- Bartz, Marcel (* 1984), deutscher Maschinenbauingenieur und Hochschullehrer an der Technischen Universität Dortmund
- Bartz, Marie Luise, deutsche Autorin
- Bartz, Paulina (* 2005), deutsche Fußballspielerin
- Bartz, Raphaela (* 1971), deutsche Fußballspielerin
- Bartz, Richard (1880–1955), deutscher Schriftsteller und Heimatdichter
- Bartz, Richard (* 1972), deutscher Techno-, House- und Elektro-Musiker, Labelgründer und Live-Act
- Bartz, Werner (1895–1967), deutscher Luftwaffenoffizier
- Bartz, Wilhelm (1881–1929), deutscher Politiker (SPD, USPD, KPD), MdR
- Bartz, Wolfgang (* 1949), deutscher Badmintonspieler
- Bartz-Schmidt, Karl Ulrich (* 1960), deutscher Augenheilkundler

### Bartze
- Bartzer, Emmerich (1895–1961), rumänisch-deutscher Violinist und Komponist

### Bartzi
- Bartzick, Simone (* 1984), deutsche Schauspielerin

### Bartzo
- Bartzok, Thorsten (* 1987), deutscher Kanute

### Bartzs
- Bartzsch, Franz (1947–2010), deutscher Musiker, Sänger, Keyboarder, Komponist und Songwriter